# Weltmeisterschaften der Rhythmischen Sportgymnastik 1983
Die 11. Weltmeisterschaften der Rhythmischen Sportgymnastik fanden 1983 vom 11. bis 13. November in der Rhénus Sport von Straßburg, Frankreich statt. Nach dem Gewinn des Mehrkampfes sicherte sich die 18-jährige Diliana Gujergujewa in den Gerätefinals weitere Siege mit dem Band und den Keulen sowie einen dritten Rang in dem wieder eingeführten Ballwettbewerb und wurde damit erfolgreichste Teilnehmerin dieser Titelkämpfe. Eine einmalige Bilanz in der WM-Geschichte gelang den Gymnastinnen aus Bulgarien, die sich in jeder WM-Entscheidung den Titelgewinn sicherten. Lediglich bei den Gerätefinals mit dem Ball und dem Band teilten sie sich die Goldmedaille mit UdSSR-Gymnastinnen.

## Ergebnisse

### Einzel-Mehrkampf
| Rang | Nation | Athletin            | Punkte |
| ---- | ------ | ------------------- | ------ |
| 01   | BUL    | Diliana Gujergujewa | 39,650 |
| 02   | URS    | Galina Beloglasowa  | 39,600 |
| 02   | BUL    | Lilia Ignatowa      | 39,600 |
| 02   | BUL    | Anelia Ralenkowa    | 39,600 |
| 05   | URS    | Dalia Kutkaitė      | 39,450 |
| 06   | ROU    | Doina Stăiculescu   | 38,900 |
| 07   | GDR    | Bianca Dittrich     | 38,600 |
| 08   | TCH    | Libuše Mojžíšová    | 38,500 |
| 08   | FRG    | Regina Weber        | 38,500 |
| …    |        |                     |        |
| 19   | GDR    | Heidi Krause        | 37,700 |
| 27   | FRG    | Claudia Scharmann   | 37,250 |
| 46   | GDR    | Katrin Huschke      | 36,650 |
| 52   | FRG    | Claudia Ziburski    | 36,400 |

### Gruppe-Mehrkampf
| Rang | Nation | Athletinnen                                                                                                 | Punkte |
| ---- | ------ | --- | ------ |
| 1    | BUL    | Iliana Ilieva Zvetomira Filipova Mariela Spassova Paulina Krastseva Viktoria Dimitrova Svetlana Tschobanova | 39,300 |
| 2    | URS    | | 39,200 |
| 3    | PRK    | | 38,800 |
| 4    | TCH    | | 38,350 |
| 5    | ESP    | | 38,250 |
| 6    | FRG    | | 38,000 |
| 7    | JPN    | | 37,750 |
| 8    | CHN    | | 37,725 |

### Reifen
| Rang | Nation | Athletin            | Punkte |
| ---- | ------ | ------------------- | ------ |
| 1    | BUL    | Anelia Ralenkowa    | 19,900 |
| 2    | URS    | Galina Beloglasowa  | 19,800 |
| 3    | BUL    | Lilia Ignatowa      | 19,650 |
| 3    | URS    | Dalia Kutkaitė      | 19,650 |
| 5    | TCH    | Libuše Mojžíšová    | 19,600 |
| 6    | BUL    | Diliana Gujergujewa | 19,550 |
| 6    | GDR    | Heidi Krause        | 19,550 |
| 8    | ESP    | Marta Bobo          | 19,450 |

### Ball
| Rang | Nation | Athletin            | Punkte |
| ---- | ------ | ------------------- | ------ |
| 1    | URS    | Galina Beloglasowa  | 20,000 |
| 1    | BUL    | Lilia Ignatowa      | 20,000 |
| 3    | BUL    | Diliana Gujergujewa | 19,950 |
| 3    | BUL    | Anelia Ralenkowa    | 19,950 |
| 5    | URS    | Dalia Kutkaitė      | 19,900 |
| 6    | ROU    | Doina Stăiculescu   | 19,650 |
| 7    | ESP    | Marta Bobo          | 19,550 |
| 8    | GDR    | Bianca Dittrich     | 19,500 |

### Keulen
| Rang | Nation | Athletin            | Punkte |
| ---- | ------ | ------------------- | ------ |
| 1    | BUL    | Diliana Gujergujewa | 20,000 |
| 1    | BUL    | Lilia Ignatowa      | 20,000 |
| 3    | URS    | Dalia Kutkaitė      | 19,900 |
| 3    | BUL    | Anelia Ralenkowa    | 19,900 |
| 5    | URS    | Galina Beloglasowa  | 19,800 |
| 6    | ROU    | Doina Stăiculescu   | 19,700 |
| 7    | URS    | Wenera Saripowa     | 19,600 |
| 8    | GDR    | Bianca Dittrich     | 19,550 |

### Band
| Rang | Nation | Athletin            | Punkte |
| ---- | ------ | ------------------- | ------ |
| 1    | URS    | Galina Beloglasowa  | 19,900 |
| 1    | BUL    | Diliana Gujergujewa | 19,900 |
| 3    | BUL    | Anelia Ralenkowa    | 19,750 |
| 4    | BUL    | Lilia Ignatowa      | 19,700 |
| 5    | URS    | Dalia Kutkaitė      | 19,650 |
| 6    | URS    | Verena Zaripova     | 19,400 |
| 7    | FRG    | Regina Weber        | 19,350 |
| 8    | ROU    | Doina Stăiculescu   | 19,200 |

## Medaillenspiegel
| Rang | Nation      | Gold | Silber | Bronze | Gesamt |
| ---- | ----------- | ---- | ------ | ------ | ------ |
| 1    | Bulgarien   | 7    | 2      | 5      | 14     |
| 2    | Sowjetunion | 2    | 3      | 2      | 07     |
| 3    | Nordkorea   | –    | –      | 1      | 01     |